# Knut Birgersson
Knut Birgersson (* im 12. Jahrhundert; † 31. Januar 1208 bei Kungslena) war Jarl von Schweden und der Sohn von Birger Brosa.

## Leben
Er war verheiratet mit Sigrid Knutdotter, der Tochter des schwedischen Königs Knut I., in Schweden als Knut Eriksson bekannt, und hatte mit ihr den Sohn Magnus Broka.
Er starb am 31. Januar 1208 in der Schlacht bei Lena.

## Nachkommen
- Magnus Broka[1]
- Cecilia Knutsdotter (Bjälbo-Geschlecht)